# Pilargidae
Pilargidae ist der Name einer Familie meist frei auf dem Sedimentboden kriechender, meist räuberischer oder als Kommensalen lebender Vielborster (Polychaeta), deren rund 41 Arten in Meeren weltweit zu finden sind.

## Merkmale
Die Vielborster der Familie Pilargidae haben einen länglichen, zylindrischen oder dorsoventral abgeflachten, bisweilen auch schnurartigen oder vorn aufgeblasenen Körper mit reduzierten oder ganz ohne Parapodien und mit einfachen Borsten. Sie ähneln in ihrem Aussehen oft den Hesionidae.
Das Prostomium kann eingeschnitten sein und trägt zwei, drei oder überhaupt keine Antennen. Die Palpen sind meist zweigliedrig, können aber auch verschmolzen oder reduziert sein. In der Regel gibt es zwei Paar Peristomial-Cirren oder Tentakel-Cirren. Der Pharynx hat meist weder Kiefer noch Zähne, hat aber einen Kreis endständiger Papillen. Die Parapodien sind zweiästig, doch sind die Notopodien reduziert. Die Borsten der Notopodien sind, soweit überhaupt vorhanden, Stacheln, während an den Neuropodien kapillarförmige und gegabelte Borsten sowie Stacheln sitzen.

## Verbreitung
Die Pilargidae sind in Meeren weltweit auf dem Kontinentalschelf, in der Tiefsee, entlang der Küsten und in Ästuaren verbreitet. Sie leben in der Mehrzahl frei lebend auf weichen Substraten von grobem Sand bis Schlamm, wobei feine Sedimente meist bevorzugt werden, und treten in geringen Populationsdichten, niemals als dominante Art auf. Die ostaustralische Art Sigambra parva lebt in der Gezeitenzone in Astuaren in Schlamm und Sand oft zwischen Seegras der Gattungen Posidonia und Zostera und die nordwestaustralische Art Sigambra pettiboneae auf Schlammflächen, wo sie Sand und Detritus verschluckt. Arten der Gattungen Hermundura und Litocorsa mit ihren reduzierten Köpfen und Parapodien graben sich durchs Sediment.

## Ernährung
Die meisten Pilargidae sind wahrscheinlich Fleischfresser, Allesfresser oder Aasfresser. Pilargis berkeleyae lebt als Kommensale in den Wohnröhren verschiedener Chaetopteridae und Ancistrosyllis commensalis in den Grabgängen von Capitellidae.

## Entwicklungszyklus
Die Pilargidae sind wahrscheinlich getrenntgeschlechtlich. Über ihre Fortpflanzung ist fast nichts bekannt. Von einzelnen Arten der Gattungen Pilargis, Ancistrosyllis und Sigambra sind Larven bekannt, die sich zumindest bis zum Stadium mit 9 bis 11 borstentragenden Segmenten frei schwimmend bewegen, dabei aber schon Antennen, Cirren und Borsten aufweisen, bevor sie niedersinken und zu kriechenden Würmern metamorphosieren.

## Gattungen
Die rund 41 Arten der Familie Pilargidae werden zu 11 Gattungen gezählt:
- Otopsis Ditlevsen, 1917
- Ancistrosyllis McIntosh, 1878
- Cabira Webster, 1879
- Glyphohesione Friedrich, 1950
- Pilargis Saint-Joseph, 1899
- Sigambra Müller, 1858
- Sigatargis Misra, 1999
- Hermundura Müller, 1858
- Litocorsa Pearson, 1970
- Pseudexogone Augener, 1922
- Synelmis Chamberlin, 1919 (Synonym Kynephorus Ehlers, 1920)